# 傅賓
傅賓（1570年—？），字見大，号儆初，浙江紹興府诸暨县人，明朝政治人物。

## 生平
万历二十二年（1594年）甲午科浙江乡试第二名经魁，二十六年戊戌會試第十九名，未殿试，二十九年（1601年）登辛丑科三甲七十七名進士，禮部觀政，歴官豐城縣、青阳县知县，三十五年考察去職，卒。